# Freden i Teusina
Freden i Teusina blev sluttet den 18. maj 1595 mellem Sverige under kong Sigismund og Rusland under zar Fjodor 1. af Rusland efter Den nordiske 25-årskrig.

## Baggrund
Teusina (finsk: Täysinä, russisk: Тявзинский, tr. Tyavzino) var en by i Ingermanland ved byen Ivangorod. Byen blev i 1590-tallet indtaget af svenske tropper, tilbagegivet til Rusland 1595 og genindtaget 1611.
Efter kong Johan 3.'s krig mod Rusland, og at Johan 3. i 1592 blev fulgt af kong Sigismund, blev der i Teusina den 20. januar 1593 indgået en toårig våbenhvile mellem Sverige og Rusland. Våbenhvilen blev fulgt af en fredsaftale den 18. maj 1595 i samme by.
En interessant detalje er, at dette dokument aldrig blev ratificeret af de to regenter. Kong Sigismund befandt sig i Polen og nægtede at befatte sig med svenske spørgsmål. Zar Fjodor døde i 1597 uden at have skrevet under, og hans efterfølger, zar Boris Godunov, undskyldte sig med, at Sigismund ikke havde signeret dokumentet. Begge stater fuldførte dog alle forpligtelser, og aftalen godkendtes officielt i den viborgske aftale den 28. februar 1609 og derefter i freden i Stolbova 27. februar 1617.

## Vilkår
- Rusland afstår alle krav på Estland og retten til at opkræve skat af samerne "fra Österbotten af indtil Varangerfjord"[1]. Det indebar i praksis, at man erkendte en (ikke nøjere fastlagt) svensk nordøstgrænse, som gik fra et punkt lige vest for Ladoga til Ishavet ved de nuværende finske og norske østgrænser.
- Sverige tilbagegiver Kexholms slot, Kexholms län og andre erobringer på russisk område.

Kexholms län tilbagegaves 1597.

## Dokumentet
Aftalen blev underskrevet af:
- Ruslands zar Fjodor Ivanovitj: fyrst Ivan Samsonovitj Turenin-Obolenskij og Ostafi Michailovitj Pusjkin
- Sveriges kong Sigismund: rigsrådsmedlemmerne Sten Banér, Krister Klasson Horn til Åminne, Göran Boije og Arvid Eriksson Stålarm samt kong Sigismunds sekretærer Niklas Rask til Melstad og Hans Krank